# ヴォルムス大聖堂
座標: 北緯49度37分49秒 東経8度21分35秒 / 北緯49.63028度 東経8.35972度

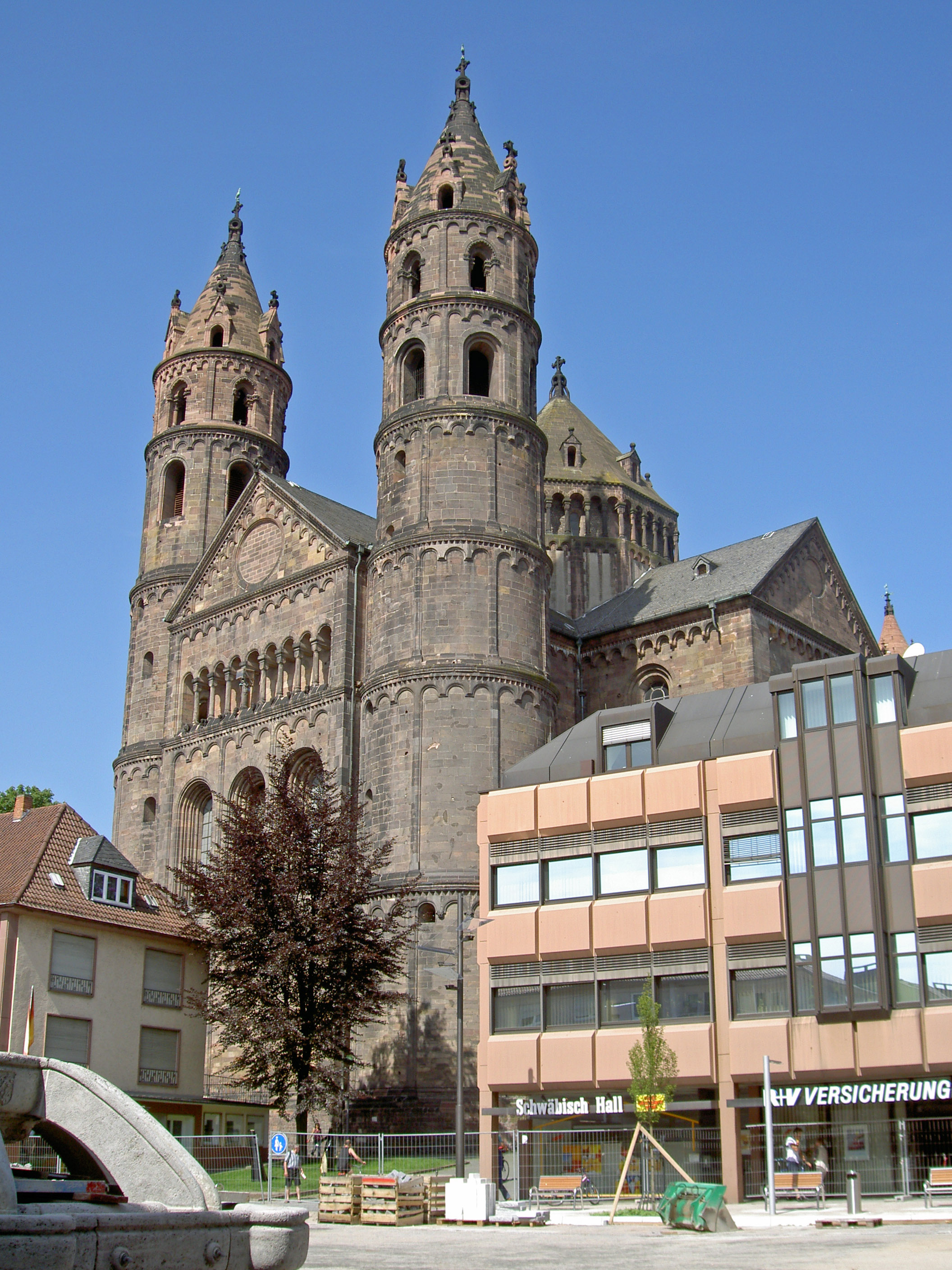
ヴォルムス大聖堂、外観

ヴォルムス大聖堂（ヴォルムスだいせいどう、ドイツ語: Wormser Dom）は、ドイツのラインラント＝プファルツ州にある都市、ヴォルムスに位置する大聖堂。街の中でも中心的な教会であり、重要な建造物である。シュパイアー大聖堂やマインツ大聖堂と共に、ライン川に沿って建てられた華麗なロマネスク建築の教会の一つに位置づけられている。4つの円柱塔と2つの大きなドーム部分、端に聖歌隊席を有する巨大なそのバシリカ風の聖堂は堂々とした外観のほかに、赤い砂岩の自然色により高められた内観の印象もまた、荘厳さと質素さを持ち合わせた重要な特徴である。ウォルムス大聖堂、ボルムス大聖堂とも表記する。
敷地の見取り図と西側の塔の下側部分のみが、1110年に神に捧げて建設された本来の建物に属する部分である。それ以外の部分は1181年までにほぼ竣工していたが、その後西側の聖歌隊席とアーチ形天井は13世紀に建てられ、精巧に作られた南側入口は14世紀に加えられた。また、中央のドームも改装されている。
古い時代に建てられた部分の飾り付けは簡素なものである。また、より入念に作られた後の時代の建物にも、優れた技術の高度な発展は見られない。装飾の一つとして、魂の救済の物語を描いた独特の彫刻が、ゴシック時代に建てられた南側の出入り口の上にある。教会部の洗礼堂には、15世紀後期に製作された石のレリーフ像が5体含まれている。
大聖堂は全長が110メートルあり、幅は27メートルあるが、建物西端の近辺に位置する翼廊を含めると、36メートル（内部寸法）ある。聖堂の身廊部分は高さが26メートルあり、円屋根の下は40メートルある。